# Museo nazionale degli strumenti musicali
Il Museo nazionale degli strumenti musicali è sito nella Palazzina Samoggia in piazza Santa Croce in Gerusalemme 9/a (l'accesso è a fianco della Chiesa di Santa Croce di Gerusalemme), a Roma.
Di proprietà statale, dal dicembre 2014 il Ministero per i beni e le attività culturali lo ha gestito tramite il Polo museale del Lazio, e dal dicembre 2019 attraverso la Direzione Musei statali di Roma.

## Storia
Tra quanti si sono dedicati alla raccolta degli strumenti musicali vi sono Athanasius Kircher ed Evan Gorga. Il collezionista gesuita Kircher, come appare dal libro di Andrea Cionci "Il tenore collezionista" edito da Edizioni Nardini nel 2004, pare che sia stato un esperto di organologia. Con l'arrivo dei piemontesi a Roma la collezione Kircher fu dispersa, invece il Gorga ebbe dei problemi economici e di spazio; tuttavia gli rimasero circa 3000 pezzi stipati in dieci appartamenti di Via Cola di Rienzo 285 a Roma e, successivamente, entrarono, come possedimento dello Stato italiano il 27 settembre 1949 quando lo stato stesso si impegnò a pagare i debiti di Gorga.
Gli strumenti musicali erano, ad ogni modo, una delle 30 collezioni con più di 150000 pezzi della raccolta Gorga, privi in origine di una propria sede di esposizione. Tra le altre collezioni di Gorga, non presenti nel museo, sono da citare: giocattoli, terrecotte, farmacie da viaggio, ferri chirurgici e bilance. La sede per gli strumenti musicali all'inizio fu un problema, questa fu in seguito trovata mediante l'interessamento della professoressa Luisa Cervelli la quale si batté per il restauro e la catalogazione sistematica. In seguito acquisì vari altri strumenti tra cui l'arpa Barberini, il pianoforte di Bartolomeo Cristofori, i cornamuti cinquecenteschi di Weier, il claviciterio. Il secondo piano, che dovrà accogliere gli strumenti del XIX secolo è ancora in fase di allestimento. Altri strumenti, depositati nei magazzini limitrofi saranno esposti in una palazzina attigua a restauro ultimato.

## Descrizione
o
Attraverso gli strumenti musicali, il museo offre la possibilità di ripercorrere la storia della musica dall'antichità. Nel percorso, in fase di riallestimento, è possibile prendere coscienza di come i diversi strumenti musicali si sono evoluti e modificati
Antichità
Tra gli strumenti musicali emersi tra varie campagne di scavo sono esposte in questa sala dei fischietti in terracotta, usati per attività ludiche oltre che a vari strumenti a percussione (i sistri, crotali e sonagli) il cui impiego non può essere provato sempre e, nel caso dei sistri, addirittura escluso. Delle statuine e delle lucerne rappresentano degli strumenti musicali. Un pezzo di intonaco trovato a Lucus Feroniae raffigura uno strumento a due corde detto bicordo, di cui questa è l'unica rappresentazione attualmente nota.
Tra gli altri strumenti sono da citare un corno fittile ancora funzionante usato, verosimilmente, per lanciare dei segnali, Pico Cellini lo attribuisce alla civiltà dei falisci in un periodo compreso tra il VI-V secolo a.C., uno strumento più recente è una doppia tibia romana o etrusca, il cui restauro dovrebbe rendere possibile una ricostruzione di una sua copia, fuori dalle vetrine vi è un Aes thermarum, una sorta di gong bronzeo che avvertiva i clienti dell'apertura e della chiusura delle terme romane, veniva percosso da un percussore bronzeo di cui l'originale è alle Terme Stabiane di Pompei, mentre in questo museo viene esposta la copia. Una statua di terracotta alta circa un metro mostra un suonatore di cetra. Quattro ponticelli per cetra chiudono la sala.
Medioevo e Rinascimento
il museo  espone  una tromba del 1461, vari flauti e piccoli corni, un organo positivo con cassa cinquecentesca,  spinette pentagonali, arpetta gotica, cistrum e liuti.
XVI-XVII secolo)
Sono esposti clavicembali, un clavicordo, una spinetta pentagonale, un salterio,  chitarre,  mandolini milanesi e napoletani.
XVII-XVIII secolo
il museo ospita dei clavicembali, dei chitarroni, una tiorba, un tiorbino, delle viole da gamba, dei violoncelli, dei fagotti, un piccolo fagotto, dei violini e delle viole d'amore organi positivi,  arpe, cembali, flauti traversi,  ottavini,  clarinetti,  oboi,  piccoli corni, un liuto e  chitarroni.
Strumenti extraeuropeiDa citare sono: uno shamisen, un koto (degli strumenti a corde del Giappone), un oboe cinese, dei flauti cinesi tra cui uno shakuhachi, una p'ip'a (sorta di strumento a corda cinese), siringhe di Pan, corni peruviani, dei vasi silvadores (una civiltà incaica) delle chitarre spagnole del tipo bandurria, una quijada (trattasi di uno strumento a percussione formato da una mandibola di asino), nove charango (strumento a corde simil mandolino), un rebab (strumento a corde del Marocco), dei corni d'avorio, un qanun (strumento con 63 corde citato anche nelle Mille e una notte), una darabouka (strumento a percussione arabo) ed un sarangi (cordofono dell'India).:
Strumenti popolari
Sono da citare: una statuetta in bronzo che raffigura un uomo orchestra risalente al XIX secolo, un mandolino liberty "Plettnarpa" risalente al XX secolo, una mandola/mandolino double face forse usato per la sua comodità da alcuni suonatori ambulanti.

L'invenzione del pianoforte)
Sonio presenti nel museo pianoforti del tipo: a coda di Carlo Arnoldi, risalente al XVIII secolo costruito con sette tipi di legno diversi; tutto intorno vi sono altri pianoforti europei risalenti al '700, tutti rettangolari di: Longman and Broderip, Erard (1781 di Parigi), D. Morandi (1795 di Milano), L. Viola (1795 di Bologna), J. M. Scholly (1798 di Roma, l'autore era un tedesco che lavorava a Roma); Inoltre vi è un Clavicordo di anonimo del 1690.
"la musica in cammino"
Numerosi sono gli strumenti nel tempo e ancora oggi usati  per le processioni, per il passeggio, per le serenate, per la caccia, per i musicanti da strada.
Oltre ai violini, agli organi da processione, alle chitarre ed ai mandolini sono da citare un cembalo pieghevole per mezzo di cerniere e richiudibile in tre sezioni, quindi, portatile, un'arpa eolia che suona mediante il vento ed emetteva dei suoni particolari, due ghironde, tre lire-chitarre (sorta di strumentineoclassici di fine '700, un Harmoniflute, sorta di fisarmonica a pedale che mette in funzione un mantice facendo in modo che le mani fossero libere di suonare le tastiere ed un piccolo harmonium portatile a doppia tastiera, questi ultimi due strumenti sono ottocenteschi.

strumenti meccanici del XIX-XX secolo
vi sono esposti dei carillon a ciondolo, tabacchiere e scatole musicali, organini a canne e ad ance, strumenti a dischi e nastri perforati, piani ed organi a cilindro e serinette, provenienti dalla Collezione Gorga.

## Collegamenti
|  | È raggiungibile dalla stazione Porta Maggiore. |

| È raggiungibile dalla fermata P.za di Porta Maggiore | del tram 3 |

| È raggiungibile dalla fermata P.za di Porta Maggiore | del tram 5 |

| È raggiungibile dalla fermata P.za di Porta Maggiore | del tram 14 |

| È raggiungibile dalla fermata P.za di Porta Maggiore | del tram 19 |